# Bunkier (zespół muzyczny)
Bunkier – polski zespół punkrockowy założony pod koniec lat osiemdziesiątych w Wodzisławiu Śląskim.

## Historia zespołu
Pierwotnie grupa nazywała się The Total Shit, by na początku lat 90. zmienić nazwę na Bunkier. Grupa zadebiutowała płytą Szpital Psychiatryczny nagraną w 1993 roku przy pomocy muzyków z zespołu Armia. Trzy kolejne lata owocowały dwoma kolejnymi longplayami Naziści wypierdalać (1995) i Istota Człowieczeństwa (1996). W 1999 roku zawiesili swą działalność by w 2005 roku powróć na scenę demem Dziwny stan, z którego materiał wykorzystano do czwartej płyty Wyskocz Z Autobusu – Kierowca Kłamie! nagranej w 2007 roku. Nowa płyta dała im nagrodę Polskiego Radia Bis w konkursie na najlepszą nową płytę. Koncertowali m.in. w festiwalu w Jarocinie (1994) i na Wielkiej Orkiestrze Świątecznej Pomocy oraz na Rock Fest Szydłowiec (2010).

## Dyskografia[5]
- „Szpital Psychiatryczny” (1993) (studio Złota Skała przy pomocy Roberta Brylewskiego)
- „Naziści Wypierdalać” (1995)
- „Istota Człowieczeństwa” (1996)
- „Dziwny Stan” (2005)
- „Wyskocz z autobusu – kierowca kłamie!” (2007)
- „Niebezpiecznie jest jeść” (2024)

## Byli członkowie
- Szczupły (bass)
- Dziki (bongosy)
- Iwan (akordeon)
- Małysz (perkusja)
- Monia (Monika) – saksofon
- „Młody Kulik” – gitara
- Wiesław „Wiechu” Goryl – perkusja
- Szrubi – gitara
- Pira – gitara basowa
- „Strzępek” drugi wokal na płycie „Istota człowieczeństwa”
- Stary – gitara
- Lepszy – perkusja
- Darek – gitara